# Scoparia phaeopalpia
Scoparia phaeopalpia là một loài bướm đêm trong họ Crambidae.